# Kecamatan Tanjung Palas Barat
Kecamatan Tanjung Palas Barat (indonesiska: Tanjung Palas Barat) är ett distrikt i Indonesien.   Det ligger i provinsen Kalimantan Utara, i den norra delen av landet, 1 500 km nordost om huvudstaden Jakarta.